# 小牧実繁
小牧 実繁（こまき さねしげ、1898年（明治31年）10月28日 - 1990年（平成2年）2月18日）は、日本の地理学者。京都帝国大学教授、滋賀大学学長等を歴任。滋賀県出身者として最初の文学博士。

## 生涯
略歴
生い立ち
1898年（明治31年）10月28日滋賀県滋賀郡下坂本村（現大津市下阪本）の酒井神社祠官小牧實時の長男として誕生した。母は蝉丸神社（現大津市大谷）祠官三上家の三女きぬ。1905年（明治38年）4月下下坂本村の尋常小学校（現大津市立下坂本小学校）に入学し、1911年（明治44年）4月滋賀県立膳所中学校（現滋賀県立膳所高等学校）に入学を経て、1916年（大正5年）9月第三高等学校に入学した。
京都帝国大学・大学院
1919年（大正8年）7月第三高等学校卒業後、9月京都帝国大学文学部史学科に入学し地理学を専攻した。1921年（大正10年）8月田中阿歌麿の三方五湖調査に同行、9月には再度琵琶湖調査にも同行し湖沼研究の指導を受ける。卒業論文「海岸の研究‐河北潟を中心として」を提出し1922年（大正11年）3月京都帝国大学を卒業、同年5月大学院に入学し小川琢治教授・石橋五郎教授の指導を受け「地理学の研究」を研究する。山口県長門峡調査・島原地震震災調査・京都府南桑田郡史編纂のため郡内調査に従事する。
助手から講師へ
1923年（大正12年）9月、母校である第三高等学校地理科教師を委嘱され（1926年（大正15年）4月退任）、翌年11月5日笠島清子と結婚する。1925年（大正14年）3月31日京都帝国大学文学部助手に任じられ、滋賀県野洲郡史編纂のため郡内調査を行う。また、大学考古学講座教授濱田耕作に従い、後に備中津雲貝塚発掘等を手掛ける島田貞彦・貝塚茂樹等と共に長崎県有喜貝塚発掘調査に参加する。京都府乙訓郡史編纂のため郡内を調査する。1926年（大正15年）4月10日講師に昇任、7月濱田耕作に従い沖縄県久米島の調査・城嶽貝塚発掘調査を行う。1927年（昭和2年）4月濱田耕作に従い満州国関東州における先史時代遺跡発掘作業に参加した。
ヨーロッパ留学
1927年（昭和2年）沖縄から帰京後の5月ヨーロッパ留学を命じられ、7月横浜港よりアメリカ合衆国・イギリス経由にてフランスに向かう。フランスでは主にパリ大学教授エマニュエル・ドゥ・マルトンヌ（Emmanuel de Martonne）に師事し、シャンパーニュ（Champagne）地方調査に参加した。1928年（昭和3年）にはロンドンで開かれた国際地理学会に日本代表として出席し、帰国後パレゾー（Palaiseau）地方調査・モワン（Moine ）における河川争奪の研究・ボース（Beauce）地方の地形及び耕作状況調査・パリ盆地（Le Bassin parisien）周辺における地質/地形/湧泉観察作業に従事した。1929年（昭和4年）8月留学を終えマルセイユより乗船し、途中ジブチ（Djibouti）寄港時にエチオピアに入国しハイレ・セラシエ1世に拝謁した。
帰国より助教授就任
1929年（昭和4年）10月帰国する。1929年（昭和4年）12月、小牧が計画した最初の発掘調査活動を滋賀県犬上郡大滝村（現多賀町）の石灰岩洞窟で行い、新石器時代の遺物を発見する。1930年（昭和5年）3月、神戸より天津に向かい周口店・張家口にて発掘調査活動を行う。1931年（昭和6年）3月助教授に就任する。1936年（昭和11年）3月史学地理学第二講座担当を命じられ、翌年8月論文「先史地理学研究」を提出し文学博士の学位を授与される。
京都帝国大学文学部教授
1938年（昭和13年）1月、濱田耕作に随行して台湾へ調査のため出張し、帰国後の3月31日京都帝国大学文学部教授に昇格し引き続き史学地理学第二講座を担当する。同年5月オランダで開かれた「国際地理学会」に日本代表として出席する。1939年（昭和14年）6月学術研究会議会員に補され、7月満州国・中華民国遺跡視察を行う。10月京都帝国大学人文科学研究所員を任じられる。翌年満州国出張を命じられ、同国建国大学において地理学講義を行う。1941年（昭和16年）1月日本学術振興会学術部第二十一小委員会委員に委嘱され、同年8月樺太・北海道の調査視察を行う。1942年（昭和17年）2月昭和17年度文部省科学研究費に関する調査委員を委嘱され、7月福岡市にて講演の後再度満州国を訪問し同国において地理学講義を行う。
1940年（昭和15年）小牧は「日本地政学宣言」を発表した。この本は小牧の今までの研究と時事問題や、国家と学問に関することを収録したもので、この中で記された「地理学に志す人へ」の中で、「地理学を学ぶにあたって新たなる日本地理学から発展すべき、新たなる日本地政学が、歴史的伝統的なる日本精神とともに、吾が国策の基礎でなければならないことをも勿論であります。…そして此の国策が、謂はば吾が国の既成政党にも比すべき、吾が国の既成地理学、文検地理学に対する期待と、生まれ出づべき、新鮮なる諸君自身の頭脳によって構成せらるべき、新日本地理学、新日本地政学に対する期待と、両者何れが大であるかは…。諸君が近き将来に於いて構成さるべき、新日本地理学から発展すべき新日本地政学こそ、吾が揺るぎない国策の基礎となるのであります」と語り、当時の日本の状況・軍部の動向に言わば応じた学問展開を主導していた。
公職追放
小牧は公職追放対象の噂があり、1945年（昭和20年）12月26日高等官一等・従四位に任じられた翌日27日京都帝国大学を依願退職した。1946年（昭和21年）3月勲三等瑞宝章を授与され、同年11月30日中央公職適否判定委員会において小牧は追放仮指定を受ける（1951年（昭和26年）8月追放解除）。追放解除後比叡山延暦寺より「比叡山」編纂を比叡山文化総合研究会会員として依頼され、同年10月刊行した。
滋賀大学教授以降
1952年（昭和27年）7月1日文部省採用により滋賀大学教授（学芸学部）を命じられる。翌年4月京都女子大学講師を委嘱される（1959年（昭和34年）退任）。1956年（昭和31年）1月城南宮宮司より「城南宮史」編纂の依頼を請ける。同年11月日本人類学会評議員に就任し、翌年4月滋賀県文化財専門委員を委嘱される。この年葛川明王院より「葛川明王院史」編纂の依頼を請ける。1959年（昭和34年）7月17日滋賀大学第2代学長に就任する。8月大津市長より「新大津市史」編纂の依頼を請ける。日本歴史地理学研究会顧問を委嘱される。なお、この間断続的に福井大学文芸学部講師として同大学において半期講義を行っていた（学長就任により退任）。1961年（昭和36年）滋賀県観光事業審議会委員となり、翌年同好の士と共に「滋賀民俗学会」を立ち上げ会長に就任し、月刊「民俗文化」を発行した。1965年（昭和40年）7月16日、任期満了により滋賀大学学長を退任し、10月名誉教授号を授与する。1967年（昭和42年）、日本人類学会名誉会員に補される。その後、1969年（昭和44年）京都学園大学教授となり、1985年（昭和60年）に同大学を退職。1990年（平成２年）2月18日、逝去する。

## 著作

### 著書
- 『先史地理学研究』私家版, 1937年
- 『日本地政学宣言』弘文堂書房, 1940年
- 『地政学上より見たる大東亜』日本放送出版協会・ラジオ新書, 1942年
- 『東亜の地政学』(東洋文化叢書) 目黒書店, 1942年
- 『日本地政学』大日本雄弁会講談社, 1942年
- 『続・日本地政学宣言』白揚社, 1942年
- 『世界新秩序建設と地政学』(日本思想戦大系) 旺文社, 1944年
- 『大東亜地図大系』博多久吉, 1944年
- 『日本地政学覚書』秋田屋, 1944年
- 『近江国見聞録 伝承を訪ねて五十年』滋賀民俗学会, 1984年

### 共編著
- 『大東亜地政学新論』編　星野書店　1943年
- 『大南方地政論』室賀信夫共著　太平洋書館　大南方研究講座　1945年
- 『人文地理学』築山治三郎・位野木寿一共編　新元社　1959年

## 参考
- 柴田陽一「小牧実繁の著作目録と著述活動の傾向」『歴史地理学』第47巻第2号、歴史地理学会、2005年3月、42-63頁、CRID 1050564285682704768、hdl:2433/154838、ISSN 03887464、NAID 40006717144。